# AmaLee
AmaLee（アマリー）としても知られているアマンダ・リー（Amanda Lee、1992年3月13日 - ）は、アメリカ合衆国の歌手、声優、YouTuber、Monarch（モナーク）という名前で活動するバーチャルYouTuber。2025年1月から7月にかけてVShojoに所属していた。

## ディスコグラフィ

### アルバム
| 年   | タイトル    | アルバム詳細                                                 | チャート最高位 | チャート最高位 | チャート最高位 |
| 年   | タイトル    | アルバム詳細                                                 | US Heat        | US Ind         | US Rock        |
| ---- | ----------- | ------------------------------------------------------------ | -------------- | -------------- | -------------- |
| 2021 | The Remixes | - 発売日: 2021年1月15日 - フォーマット: CD, digital download | —              | —              | —              |

### その他
- 「Unmei Hirari」 - ゲーム『FLOWER KNIGHT GIRL』の主題歌「運命ひらり」（歌:川西ゆうこ）の英語版[7]

## 出演作品
太字はメインキャラクター。

### 国内アニメ
- 蒼の彼方のフォーリズム（乾沙希）
- けいおん!!（太田潮）
- カードキャプターさくら クリアカード編（詩之本秋穂）
- ある魔術の禁書目録III（五和）
- UQ HOLDER! 〜魔法先生ネギま!2〜（桜雨キリヱ）
- かぐや様は告らせたい〜天才たちの恋愛頭脳戦〜（早坂愛）
- けものフレンズ（ロイヤルペンギン）
- その着せ替え人形は恋をする（喜多川海夢）
- 探偵はもう、死んでいる。（夏色まつり）
- プランダラ（住谷愛純）
- マッシュル-MASHLE-（ローレン・キャバス）
- 宇宙よりも遠い場所（白石結月）

### アニメ映画
- ONE PIECE FILM RED (ウタ)

### ゲーム
- AI: ソムニウムファイル ニルヴァーナイニシアチブ (絆)
- インディヴィジブル 闇を祓う魂たち (レイラーニ)
- 英雄伝説 黎の軌跡 (アニエス・クローデル)
- クッキーラン: キングダム (パフェ味クッキー)
- 勝利の女神:NIKKE (ルピー, バイパー)
- ファイナルファンタジーVII ザ ファーストソルジャー (女性ボイス)
- ポケモンマスターズ (スイレン)
- ワールズエンドクラブ (バニラ)
- 崩壊スターレイル (鏡流)